# Jourdain Taisson
Pour les articles homonymes, voir Jourdain (homonymie).
Jourdain Taisson, mort en 1178, est un important seigneur normand. Membre de la famille Tesson, il est seigneur de Thury.

## Biographie

### Famille
Jourdain Taisson est le fils de Raoul III Taisson, mort après 1129, et de son épouse Adelise. Il a deux frères, Robert, qui épouse Germaine Marmion, et Olivier, mort en 1140, mari de Lesceline de Subligny.

### Un seigneur puissant
Seigneur de Thury, Jourdain Taisson fait partie du petit groupe des grands seigneurs de Normandie,,. Il dirige trente chevaliers et doit au duc de Normandie et roi d'Angleterre un service de quinze chevaliers. Il a des domaines importants en Angleterre.
Dans la guerre de succession appelée l'anarchie anglaise, Jourdain Taisson soutient d'abord Étienne de Blois avant de rallier Geoffroy Plantagenêt,. Il est ensuite un des chefs de l'armée de Henri II Plantagenêt, qui combat en 1173 lors du siège de Verneuil contre Louis VII le Jeune. Il fait partie de l'entourage du roi d'Angleterre et duc de Normandie Henri II Plantagenêt.
Jourdain Taisson se marie avec Léticie de Saint-Sauveur,,, au plus tard en 1145,. Vers 1180, Léticie reçoit la baronnie de Saint-Sauveur, qu'elle apporte à la famille Taisson, en tant qu'héritière de son oncle Roger II le Vicomte, vicomte de Saint-Sauveur,,. 
Jourdain Taisson, meurt en 1178,,,. Léticie lui survit quelques années. Elle est encore citée en 1180.

### Descendance
Jourdain Taisson et Léticie de Saint-Sauveur ont trois fils et deux filles, : 
- Raoul IV Taisson, fils aîné et héritier[10],[1] ;
- Roger, mort au plus tard en 1231[10],[1] ;
- Jourdain, cité en 1188[10],[1] ;
- Mathilde, qui épouse vers 1198 Guillaume de Soliers[10],[1] ;
- Cécile, qui épouse Foulques III Painel[10],[1].